# 시먼 (정치인)
센타밀란 시먼 (1966년 11월 8일 ~ )은 인도의 정치인, 영화 제작자이자 타밀나두 주 정당인 남 타밀라 카치 의 최고 조정자이다. 그는 타밀인을 위한 투표 은행 설립을 옹호하고 있다.
시먼은 1990년대 중반에 영화 제작자로서의 경력을 시작하여 판찰란쿠리치 남자 (1996) 및 비라나다이 (2000)와 같은 영화 작업을 진행했다. 그의 초기 영화의 실패로 인해 그는 감독으로서의 제의를 받기가 어려웠고 그가 제안한 여러 프로젝트는 1990년대 후반에 중단되었다. 그는 나중에 성공적인 자경단 영화 탐비 (2006)를 통해 복귀했지만 다음 영화의 상업적 실패로 인해 시먼은 2000 년대 후반에 조연 배우로서의 약속을 우선시하게되었다.
2010년대 초 시먼은 타밀 민족주의 정당을 창당했으며 이후 인도 사회 문제에 대한 논란의 여지가 있는 발언으로 자주 뉴스에 등장했다.

## 어린 시절
Seeman은 타밀 나두의 Aranaiyur 에서 하원의원인 Senthamizhan과 타밀나두의 Aranaiyur 에서 Annammal 사이에서 태어났다. 그는 Aranayur의 공립 초등학교에서 5학년까지 공부했다. 그는 KK Ibrahim Ali 고등학교를 6학년부터 10학년까지 다녔고 Ilayankudi 에서 11학년과 12학년을 마쳤다. 그는 Ilayankudi의 Zakir Hussain College에서 경제학 학사 학위를 취득했다. Seeman에는 James Peter라는 형제가 있다. 고등학교와 대학 시절에 Seeman은 Dravidian 운동 의 이상에 매료되었다. 그는 영화 산업에서 일하는 꿈을 이루기 위해 첸나이로 이사했다.